# Doppelsalon

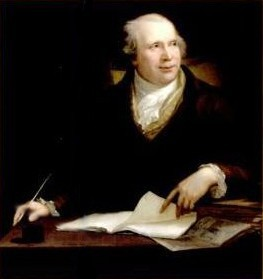
Marcus Herz

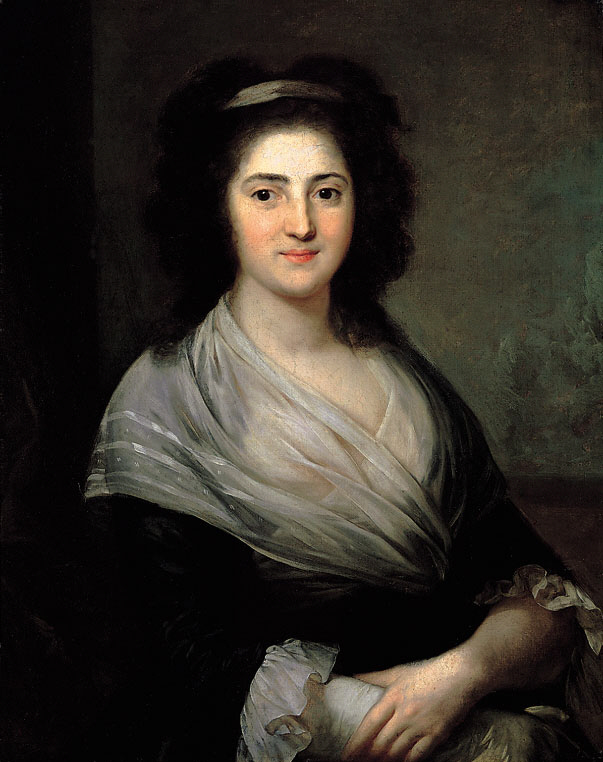
Henriette Herz

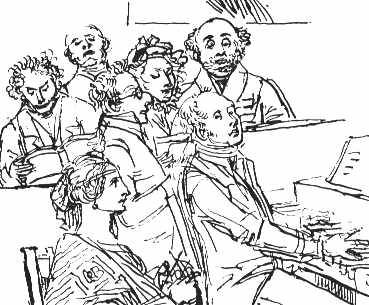
Gäste des Salons, am Klavier Abraham Mendelssohn, vorn Henriette Herz, Zeichnung von Johann Gottfried Schadow

Der Doppelsalon der Eheleute Herz war in der Zeit um 1800 eine bedeutende kulturelle Veranstaltung in der Entstehungszeit der literarischen Berliner Salonkultur.

## Entwicklung
Zu Beginn der Entwicklung des Herzschen Salons war Marcus Herz alleiniger Gastgeber eines mehr wissenschaftlich ausgerichteten Salons, in dem die Teilnehmer physikalische Ereignisse diskutierten und experimentieren konnten. In seiner Veranstaltung waren keine Frauen erwünscht, jedoch machte er bei seiner Ehefrau Henriette Herz eine Ausnahme, da sie mit ihm in einem Haus zusammen lebte.
Henriette Herz begeisterte sich bereits seit ihrer Kindheit für Literatur und Sprachen und entwickelte immer mehr Interesse an einem eigenen Salon. Der sollte jedoch nicht auf wissenschaftlichen und physikalischen Themen beruhen, sondern sich mit ihren eigenen Interessen, der Literatur und der Kunst, befassen.
Anfangs, während Marcus Herz seine Mittwochsgesellschaft führte, hielt Henriette Herz ein Frauenkränzchen im Nebenzimmer ab, welches der Ursprung des Tugendbundes zur Pflege der Freundschaft war. Dort diskutierten die Frauen literarische Werke, wie beispielsweise von Johann Wolfgang von Goethe. Nach und nach entwickelte sich aus dem Tugendbund ein kleiner Salon, der immer mehr Ansehen erlangte und schließlich dem ihres Mannes in nichts mehr nachstand. Ebenfalls entwickelte sich die Geselligkeit in ihrem Salon weiter und auch berühmte Persönlichkeiten besuchten ihn nach und nach verstärkt, darunter auch bedeutende Männer wie die Brüder Alexander und Wilhelm von Humboldt, Friedrich Schleiermacher, Jean Paul, Ludwig Börne, Friedrich Schlegel und Johann Gottfried Schadow. Bei Marcus Herz hingegen blieb weiterhin der Beschluss bestehen, dass Frauen zu seinem Salon keinen Zutritt hatten.
Mit Beginn der französischen Revolution veränderte sich das Denken der Menschen im damaligen Preußen. Auch die Stimmen der Frauen erhoben sich immer mehr, und sie forderten zunehmend mehr eigene Rechte. Diese Meinung vertrat auch Henriette Herz in ihrem Salon, der sich gegen die feudal-absolutistische Gesellschaftsordnung, in der Frauen kein Mitspracherecht hatten, auflehnte. In ihrem Salon wurde so zu einem liberalen Denken im damaligen Preußen beigetragen. Daran ist erkennbar, wie unterschiedlich die Salons der Eheleute Herz waren.

## Unterschiede
Marcus veranstaltete seinen Salon über das Wissenschaftliche, das Reale und Henriette führte einen literarischen Salon, der besonders von der Denkweise der romantischen Epoche geprägt wurde. Das Philosophische war das Traumdenken der Menschen. Es gab aufgrund dieser Gegensätze daher zwei unterschiedliche Salons im selben Haus. Das zeigt, dass Henriette und Marcus Herz von Grund aus verschiedenen Menschen mit verschiedenen Vorstellungen über das Leben waren. Doch auch wenn die beiden so verschieden waren, funktionierte ihr Doppelsalon mit ihrer unterschiedlichen geistigen thematischen Denkweise. Es gab durchaus auch Meinungsverschiedenheiten oder Differenzen mit Gästen des jeweils anderen Salons. So sprach  der Verleger und Schriftsteller Friedrich Nicolai, Gast von Marcus, etwas abfällig über die wöchentlichen Witzmärkte, wo Schöngeisterei verhandelt und eingetauscht wird. Doch selbst diese kleinen Seitenhiebe konnten dem Salon der Henriette Herz nichts anhaben, und so besuchten ihn nach und nach mehr Zuhörer als den ihres Mannes.
In der damaligen Epoche fand die Romantik sehr großen Zuspruch durch viele Zuhörer. Außerdem konnten Frauen auch erstmals mitwirken und waren im literarischen Bereich den Männern gleichgestellt. Hätte Marcus Herz nicht seinen Beschluss beibehalten, dass Frauen in seinem Salon nicht geduldet würden, dann wäre womöglich der Andrang zu seinen Treffen stetig gewachsen, denn es gab durchaus Frauen die an den wissenschaftlichen Experimenten und den Vorlesungen interessiert gewesen wären. Doch vermutlich wollte Marcus Herz den Andrang seines Salons bewusst klein halten, um somit mehr Qualität als Quantität in seinem Salon erreichen. Im Vergleich beider Salons ist der von Henriette Herz fortschrittlicher als der von Marcus Herz einzuschätzen. Henriette passte sich den neuen Gedanken der Französischen Revolution an und ließ sowohl Frauen als auch Männer ihren Salon besuchen und unterstützte somit die Entwicklung der Selbstständigkeit der Frauen in der Gesellschaft.